# United States Naval Sea Cadet Corps
United States Naval Sea Cadet Corps eller även kallad U.S.N.S.C.C är ett ideellt välgörenhetsprogram för ungdomar som utvecklats av United States Navy och Navy League of the United States.[källa behövs] Det skapades först av en marinamiral som observerade framgångarna för andra länders marinorganisationer för ungdomar 1958. Organisationen består av 5 600 sjökadetter och totalt 8 000 volontärer, med kadetter från tretton års ålder till slutet av tolfte klass. Alla sjökadetter som deltar är berättigade till avancerade lönegrader i USA:s flotta vid rekrytering. Även om deltagande i United States Naval Sea Cadet Corps inte ger en medlem rätt till militärtjänstgöring, främjas det.[källa behövs]